# Cârța (Sibiu)
Cârța é uma comuna romena localizada no distrito de Sibiu, na região histórica da Transilvânia. A comuna possui uma área de 28.90 km² e sua população era de 884 habitantes segundo o censo de 2007.